# Pseudapoderus languidus
Pseudapoderus languidus es una especie de coleóptero de la familia Attelabidae.

## Distribución geográfica
Habita en Guinea, Nigeria, República Democrática del Congo y Sierra Leona.